# Stéphane Galifi
Stéphane Galifi (* 14. Januar 1978 in Nogent-sur-Marne) ist ein italienisch-französischer Squashspieler.

## Karriere
Stéphane Galifi begann im Jahr 1997 seine Karriere und gewann im Laufe dieser elf Titel auf der PSA World Tour. Seine beste Platzierung in der Weltrangliste erreichte er mit Rang 40 im Juli 2005. Mit der französischen Nationalmannschaft nahm er 1996 an der Europameisterschaft teil. Ab 2010 trat Galifi unter italienischer Flagge auf der World Tour an. In den Saisons 2009, 2010 und 2011 qualifizierte er sich jeweils für das Hauptfeld der Weltmeisterschaft, wo er jeweils in der ersten Runde ausschied. Mit der italienischen Nationalmannschaft nahm er 2010 und 2011 an den Europameisterschaften teil.
2011 folgte außerdem die Teilnahme mit Italien bei den Mannschaftsweltmeisterschaften. Im Rahmen des Turniers wurde er bei einer Dopingprobe positiv auf Tetrahydrocannabinol getestet. Galifi, der aus demselben Grund bereits 2005 mit einer zweijährigen Sperre belegt worden war, wurde von der World Squash Federation erneut für zwei Jahre gesperrt. Den Regeln entsprechend wurde Italien nachträglich von der Weltmeisterschaft disqualifiziert und auf den letzten Platz zurückgesetzt.

## Erfolge
- Gewonnene PSA-Titel: 11